# Thérèse et Léon

Thérèse et Léon est un téléfilm français biographique réalisé par Claude Goretta, diffusé le 20 janvier 2001 sur France 3.

## Synopsis
1936. La victoire du Front populaire change la vie des Français et surtout celle d'un couple de cœur, celui de Thérèse et Léon Blum.

## Fiche technique
- Réalisateur : Claude Goretta
- Scénario : Jean-Michel Gaillard
- Producteur : Jacques Kirsner
- Musique : Marc Marder
- Directeur de la photographie : Dominique Brenguier
- Montage : Najet Ben Slimane
- Distribution des rôles : Gérard Moulévrier
- Création des décors : Marie-Claude Lang-Brenguire
- Création des costumes : Malika Khelfa
- Société de production : France 3 et Jem Productions
- Pays d'origine : France
- Genre : Film biographique
- Durée : 90 minutes
- Date de diffusion : 20 janvier 2001 sur France 3

## Distribution
- Claude Rich : Léon Blum
- Dominique Labourier : Thérèse Blum
- Florence Vignon : Annie
- Yves Jacques : Marcel Bouchard
- Gilles Gaston-Dreyfus : Paul Grunebaum
- André Oumansky : Alexandre Lambert-Ribot
- Jean-Pierre Gos : Jules Moch
- Philippe Morier-Genoud : André Gide
- Christine Brücher : Cécile Grunebaum
- Bruno Abraham-Kremer : André Blumel
- Ronny Coutteure : Léon Jouhaux
- Jean-Marie Bernicat : Albert Sarraut
- Jacques Rosner : Marcel Regnier
- Pierre Banderet : Marceau Pivert
- Stefan Elbaum : le militant élection
- Vincent Solignac : Maurice Thorez
- Jean-Yves Chatelais : Édouard Daladier
- Alain MacMoy : Albert Lebrun
- Laurent Schilling : Léo Lagrange
- Philippe Ogouz : Un patron
- René Loyon : Le médecin à l'hôpital de Thérèse